# ESTRACK
European Space Tracking (ESTRACK, Europejska Sieć Śledzenia Obiektów Kosmicznych) – sieć stacji naziemnych służących do komunikacji ze statkami kosmicznymi w przestrzeni kosmicznej. Stacje należą do Europejskiej Agencji Kosmicznej (ESA) i są obsługiwane przez ESOC w Darmstadt, Niemczech. Stacje obsługują wiele satelitów ESA, przykładowo, umożliwiają komunikację satelitami naukowymi XMM-Newton, Mars Express, BepiColombo, Gaia. Odpowiedniki sieci posiadają USA (NASA Deep Space Network), Chiny (Chinese Deep Space Network), Rosja (Russian Deep Space Network), Japonia (Usuda Deep Space Center), oraz Indie (Indian Deep Space Network).

## Lista stacji

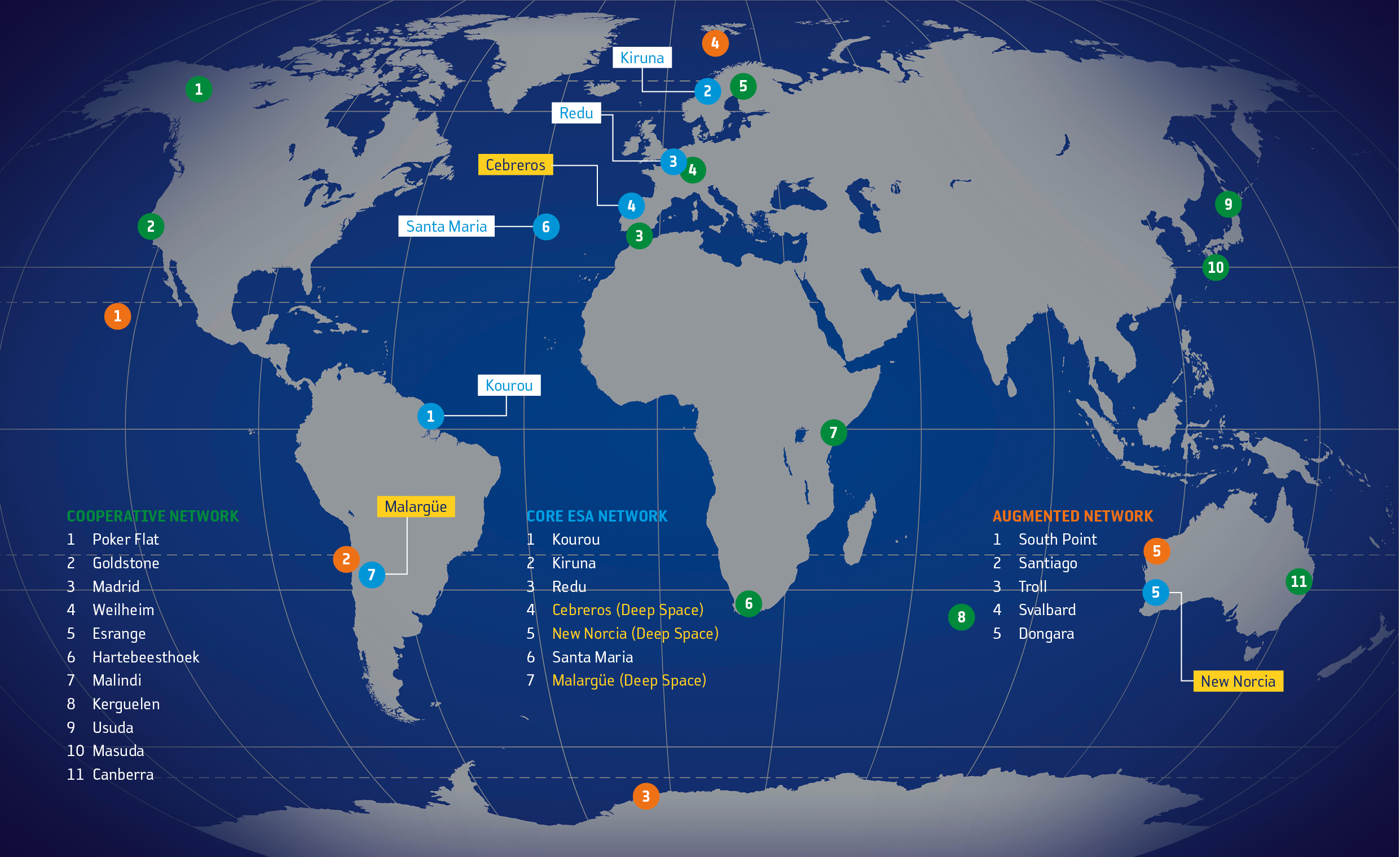
Lokalizacje stacji ESTRACK należących do ESA (kolor niebieski) na mapie świata.

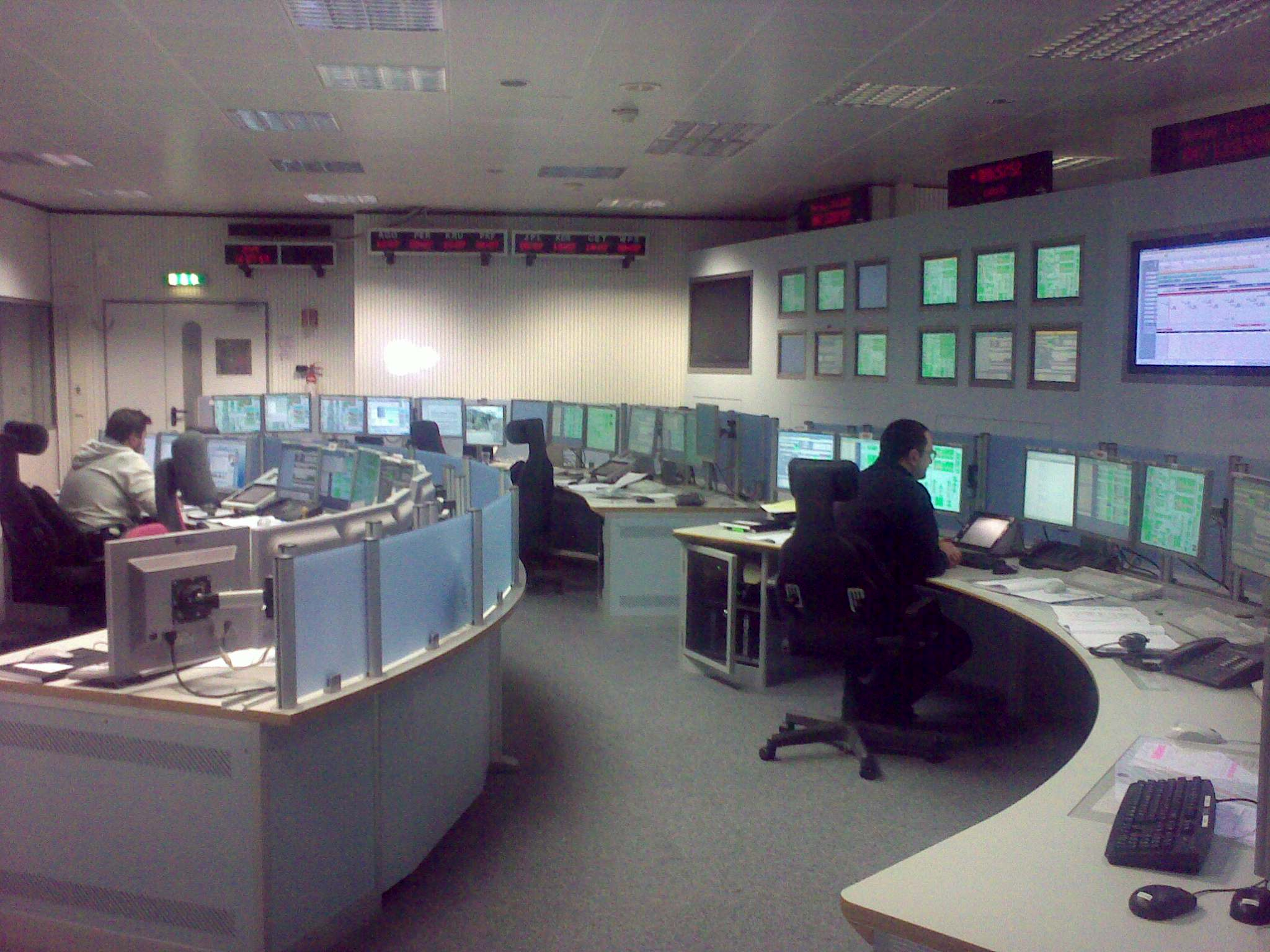
Centrum Zarządzania ESTRACK w ESOC

Obok Centrum Zarządzania ESTRACK w ESOC, sieć składa się z ośmiu stacji naziemnych należących do ESA. Są to:

### Stacje naziemne ESA[2]
- New Norcia Station[3] (Australia)
- Cebreros Station[4] (Hiszpania)
- Malargüe Station[5] (Argentyna)
- Kiruna Station[6] (Szwecja)
- Kourou Station[7] (Gujana Francuska)
- Malinda antenna (Malindi Space Centre (Kenia))
- Redu Station[8] (Belgia)
- Santa Maria Island Station[9] (Azory, Portugalia)

### Stacje należące do ESTRACK w przeszłości
- Perth Station (Australia)
- Maspalomas Station (Gran Canaria, Hiszpania)
- Villafranca Station (Hiszpania)

Ponadto, czasami ESTRACK wykorzystuje stacje należące do innych organizacji w ramach współpracy międzynarodowej. Przykładem są stacje w Santiago (Chile) oraz Svalbard Satellite Station (Norwegia)

## Anteny
Stacje ESTRACK wykorzystują następujące anteny:
- Trzy anteny wspierające misje w „głębokim kosmosie”, o średnicy 35-metrów (New Norcia, Cebreros and Malargüe).
- Trzy anteny o średnicy 15 metrów (Kourou, Kiruna, Redu)
- Jedna antena o średnicy 13 metrów (Kiruna)
- Jedna antena o średnicy 5.5 metra (Santa-Maria)
- Jedna antena o średnicy 4.5 metra (New-Norcia 2)
- Jedna antena o średnicy 2 metra (Malindi, Kenya)
- Sześć anten GPS-TDAF

Anteny są obsługiwane zdalnie z ESOC. Sieć stacji ESTRACK jest uzupełniania przez anteny należące do współpracujących agencji kosmicznych oraz do podmiotów komercyjnych.
1 stycznia 2013 roku, stacja Marlargüe z anteną o średnicy 35 metrów stała się najnowszą stacją ESTRACK Deep Space Network.
Stacja w Santa-Maria może być wykorzystana do śledzenia startów rakiet serii Ariane, jak również Vega oraz Soyuz operowanych przez Arianespace z kosmodromu Europejskiej Agencji Kosmicznej Korou w Gujanie Francuskiej.
Stacja w Malindi, w Kenii może być wykorzystywana w fazie wyniesienia oraz na początku pracy pojazdu kosmicznego na orbicie.
W tym samym celu może być wykorzystana mała antena w New Norcia, która umożliwia również – podobnie jak stacja Santa-Maria – śledzenie rakiet wystrzeliwanych z kosmodromu Kourou.